# Suite pour deux pianos no 1 de Rachmaninov
 (mars 2024).
Si vous disposez d'ouvrages ou d'articles de référence ou si vous connaissez des sites web de qualité traitant du thème abordé ici, merci de compléter l'article en donnant les références utiles à sa vérifiabilité et en les liant à la section « Notes et références ».

La Suite pour deux pianos no 1, op. 5 a été écrite par Sergueï Rachmaninov à l'âge de 20 ans en été 1893. Dédiée à Piotr Ilitch Tchaïkovski, elle est la première de deux suites composées pour deux pianos. Chacun d'entre eux est précédé par une citation d'un poète, mis ainsi en exergue : Mikhaïl Lermontov, Lord Byron, Fiodor Tiouttchev et Khomiakov.

## Structure
L'œuvre comprend quatre mouvements :
1. Barcarolle
2. La nuit… L'amour
3. Larmes
4. Pâques

## Analyse

### Premier mouvement
La barcarolle est directement inspirée de celle de Frédéric Chopin. Traduction du « Chant de la gondole » de Lermontov figurant en tête du mouvement : 
Ô fraîche vague du soir, 

Clapote doucement sous les rames de la gondole !

... de nouveau ce chant et de nouveau le son de la guitare !

... on entendait au loin, tantôt mélancoliques, tantôt joyeux, 

les accents de la vieille barcarolle :

"La gondole glisse sur les ondes et l'amour fait s'envoler le temps ;

Les flots de nouveau s'apaisent et la passion ne connaîtra plus de flambée".

### Deuxième mouvement
Le second mouvement, intitulé La nuit... L'amour, évoque le rossignol dans la poésie de Lord Byron :
C'est l'heure où parvient des ramures

La note aiguë du rossignol ;

C'est l'heure où des serments d'amoureux

Semblent résonner mélodieusement dans chaque mot murmuré,

Et les douces brises et les sources proches

Font de la musique à l'oreille solitaire.

### Troisième mouvement
Le troisième mouvement est un largo, sous titré Larmes. Traduction du poème de Tioutchev figurant en exergue :
Larmes humaines, ô larmes humaines !

Vous coulez tôt et tard —

Vous coulez inconnues, vous coulez inaperçues,

Intarissables, innombrables, 

Vous coulez comme des torrents de pluie

Dans les ténèbres d'une nuit d'automne.

### Quatrième mouvement
Le dernier mouvement, Pâques, est d'une réelle virtuosité, imitant les cloches sonnant à toute volée. Traduction du poème de Khomiakov placé en tête :
Le puissant carillon retentissait sur la terre entière

Et l'air tout entier, gémissant, frémissait et frissonnait.

Des accents éclatants, mélodieux et argentins,

Propageaient la nouvelle du saint triomphe.